# Flakbatterie Mellum

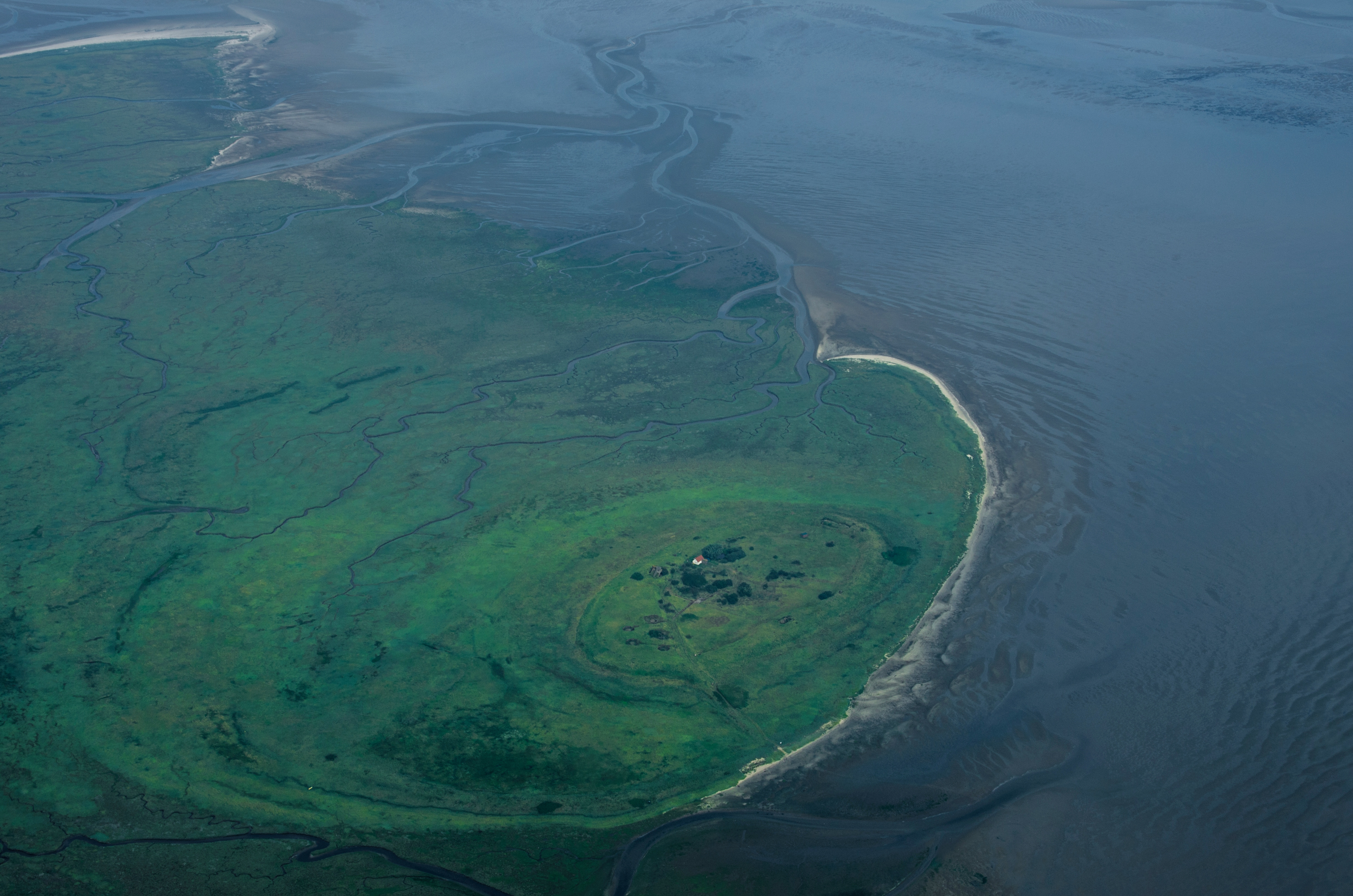
Der im Zweiten Weltkrieg errichtete Ringdeich ist noch heute gut zu erkennen.

Die schwere Flakbatterie Mellum war im Zweiten Weltkrieg eine verbunkerte Stellung der Marine-Flak auf der Insel Mellum nördlich von Wilhelmshaven.

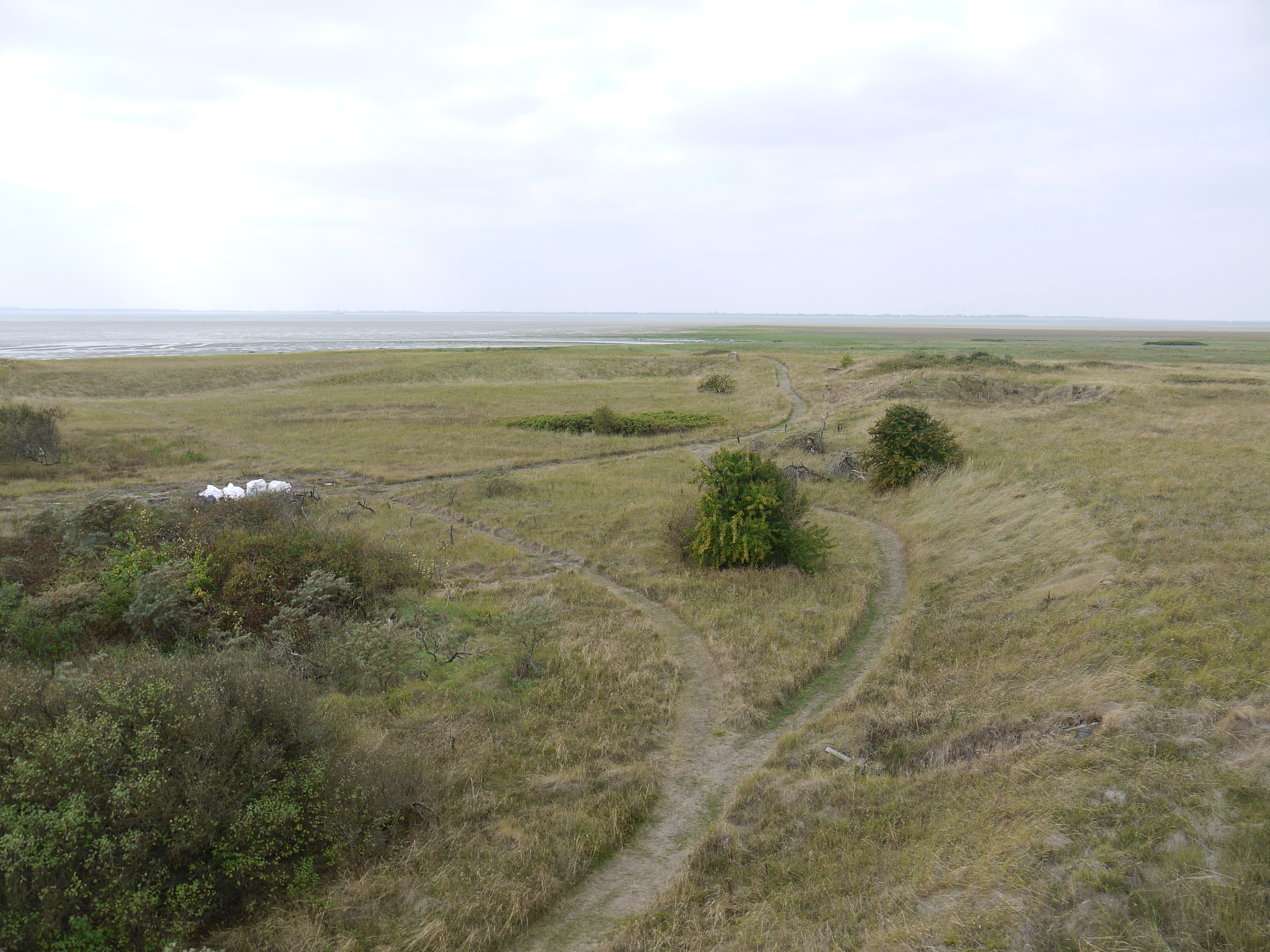
Blick auf den Ringdeich von Innen

## Lage und Aufbau

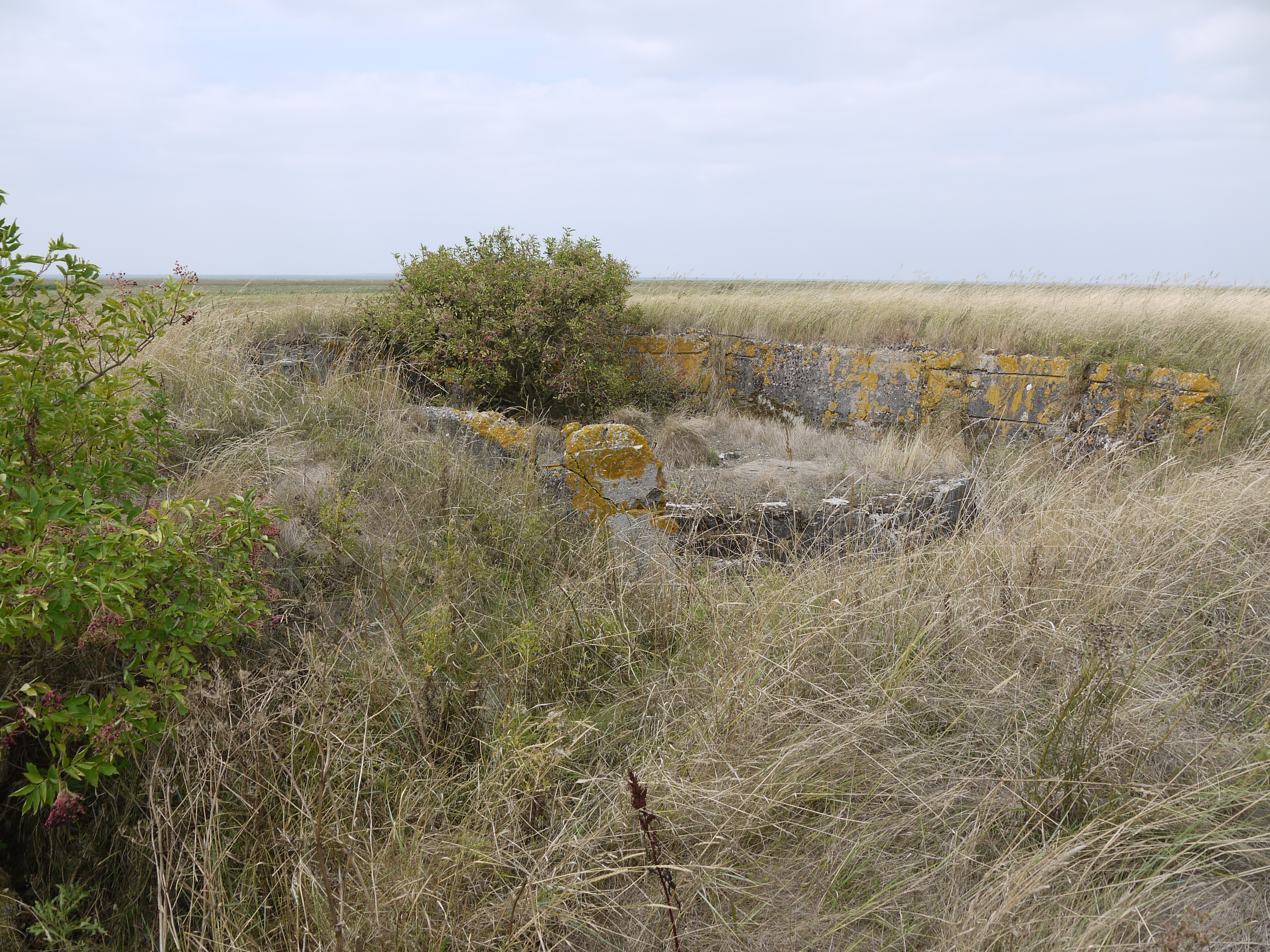
Bunkerreste

Auf dem Gelände befanden sich viele Baracken, die die Baukompanie, das Materiallager und die Küche unterbrachten. Im Nordwesten der Anlage wurde eine 10,5-cm schwere Flak- und Seezielbatterie mit vier Geschützbettungen realisiert. Es gab außerdem einen Leitstand, sowie einen Maschinen- und Trinkwasserbunker, die sich im Nordwesten in einer verbreiterten Stelle des Deiches befanden. Der Munitionsbunker wurde zur Sicherheit etwa 250 Meter von der Batterie entfernt im Ostendeich untergebracht. Die Batterie verfügte über einen Sportplatz.

## Organisatorische Eingliederung

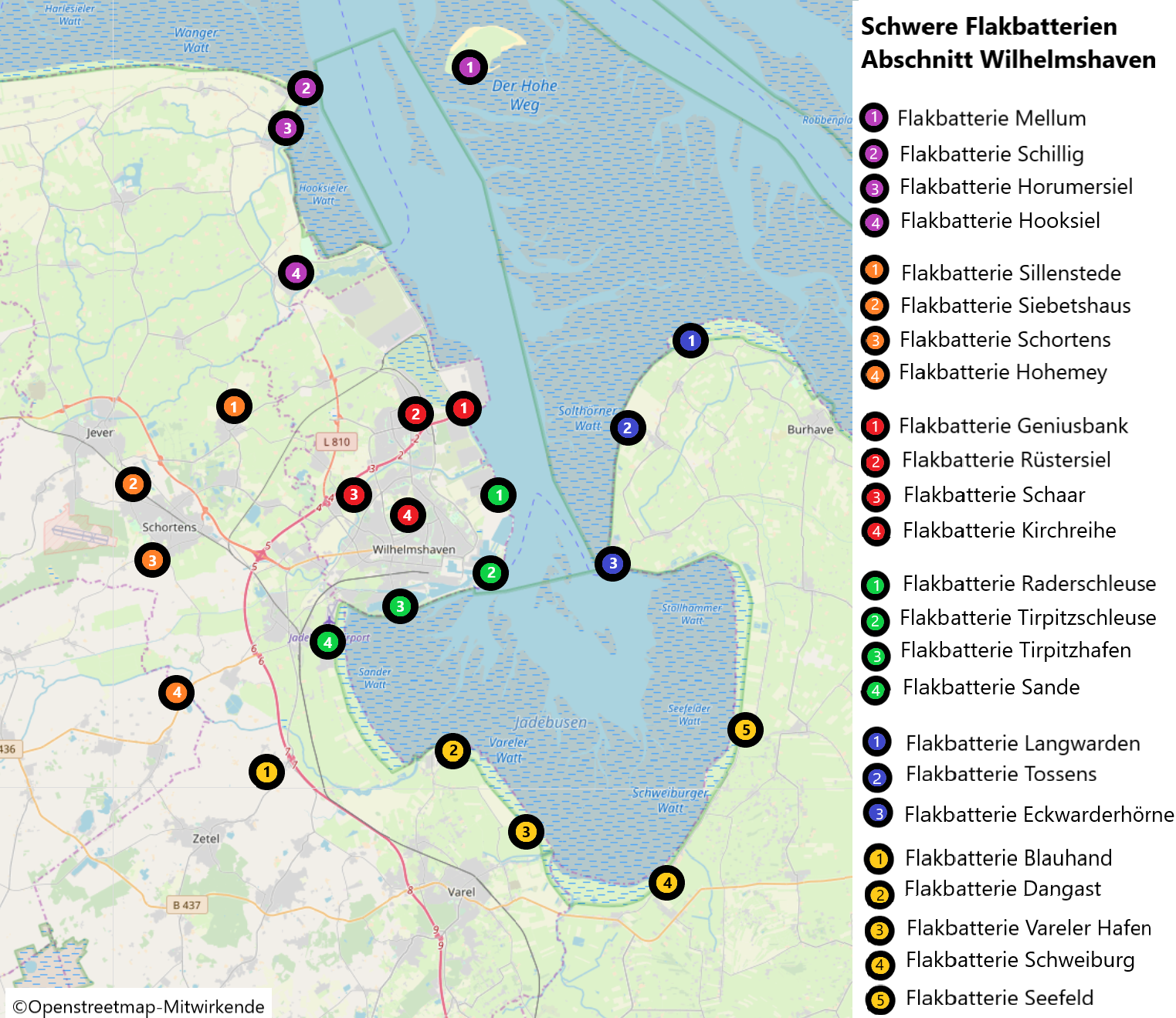
Position der Flakbatterien im Abschnitt Wilhelmshaven

Für die Küstenverteidigung war der Küstenbefehlshaber Deutsche Bucht verantwortlich. Die Batterie gehörte als Teil der II. Marineflakbrigade zum Abschnitt Wilhelmshaven. Die Flakbatterie gehörte zur Marineflakabteilung 282, deren Flakuntergruppenkommando Nord in Hooksiel lag.

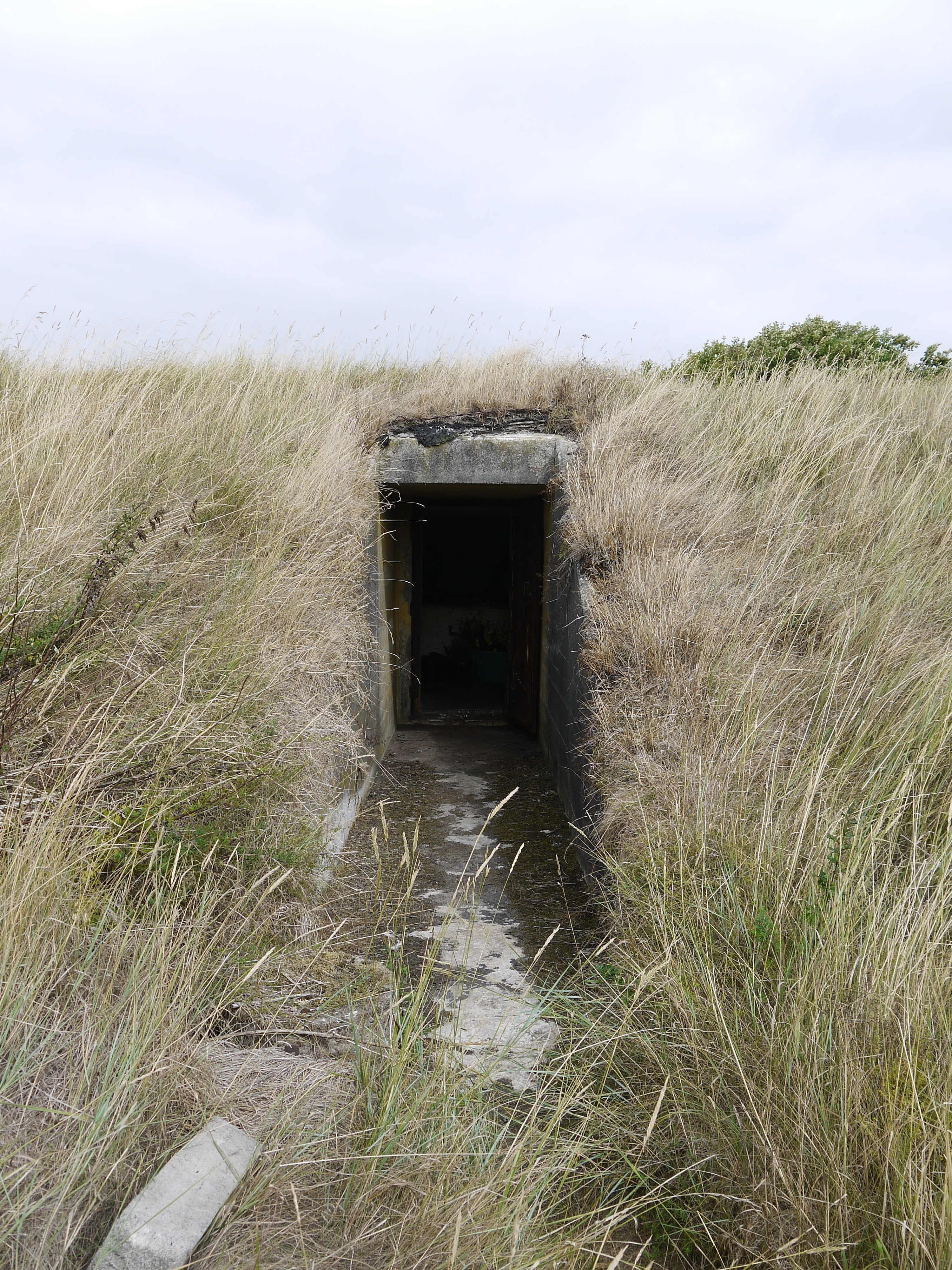
Bunkereingang Mellum

## Geschichte

### Planung

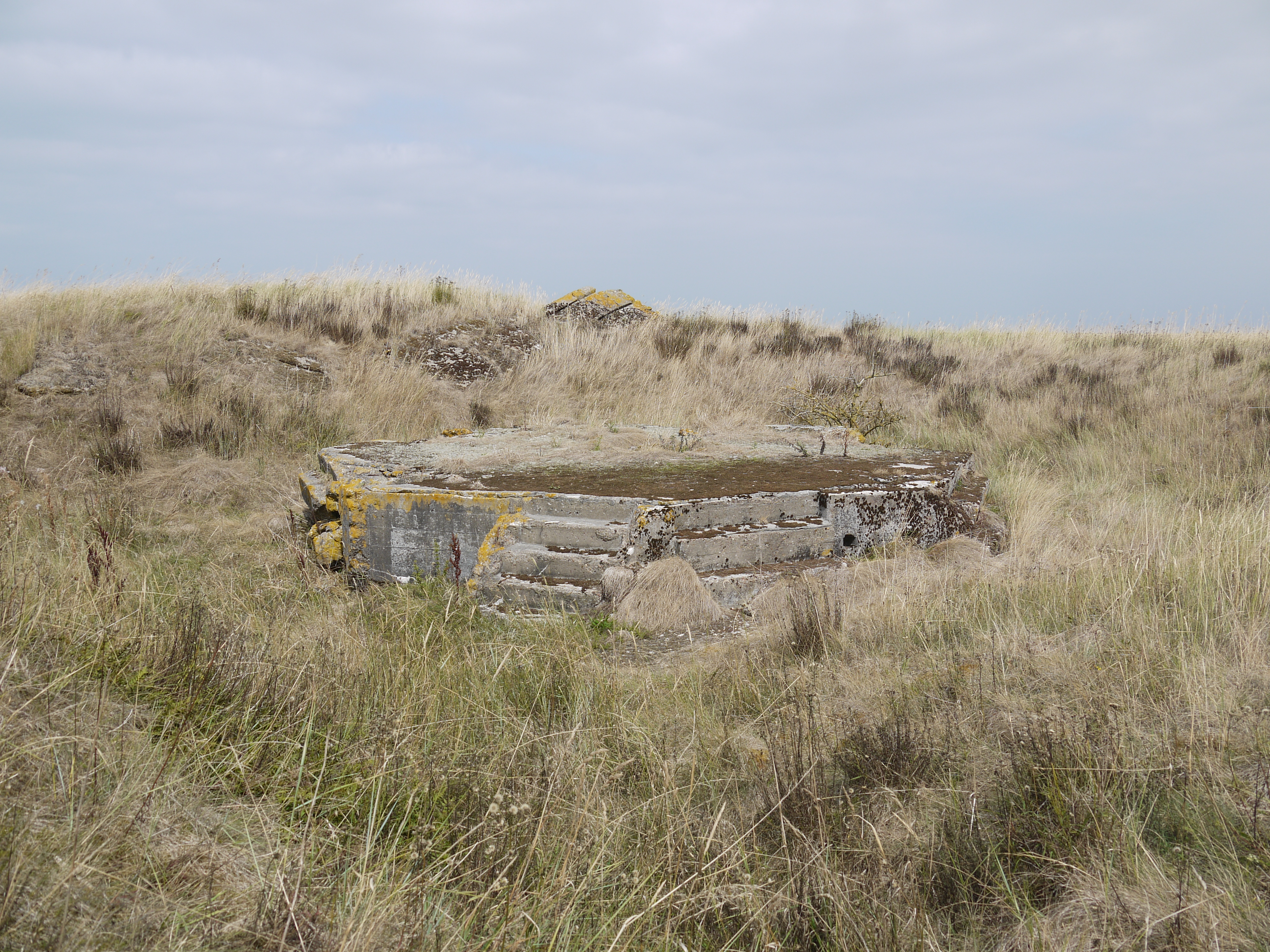
Eine der 10,5-cm-Geschützbettungen

Die erste Besichtigung der Insel fand im Frühjahr 1940 statt. Zweck der Besichtigung der Offiziere des Marinefestungsbaustabes des Küstenbefehlshaber Ostfriesland war die Findung eines Standortes für eine schwere Flak- und Seezielbatterie. Die Führung fand durch Feldwebel Georg Harms statt. Harms war Rektor einer Wilhelmshavener Volksschule und Mitglied des Mellumrates. Er war seit 1935 Vogelwart auf Mellum, er wirkte darauf ein, dass der Natur- und Vogelschutz bei der Planung der Batterie so weit wie möglich berücksichtigt wurden. Es galt zunächst eine geeignete Position zu finden. Bereits 1932 war ein Bunker auf der im Westen der Insel gelegenen Düne errichtet worden. Dieser war bei der Besichtigung bereits ausgekolkt. Da man befürchtet, dass die Errichtung einer Batterie in dieser Position die natürlich entstandene Düne, ähnlich wie bei diesem Bunker verändern beziehungsweise verlagern würde, entschied man sich für die Errichtung der Batterie auf dem Ostgroden.

### Bau

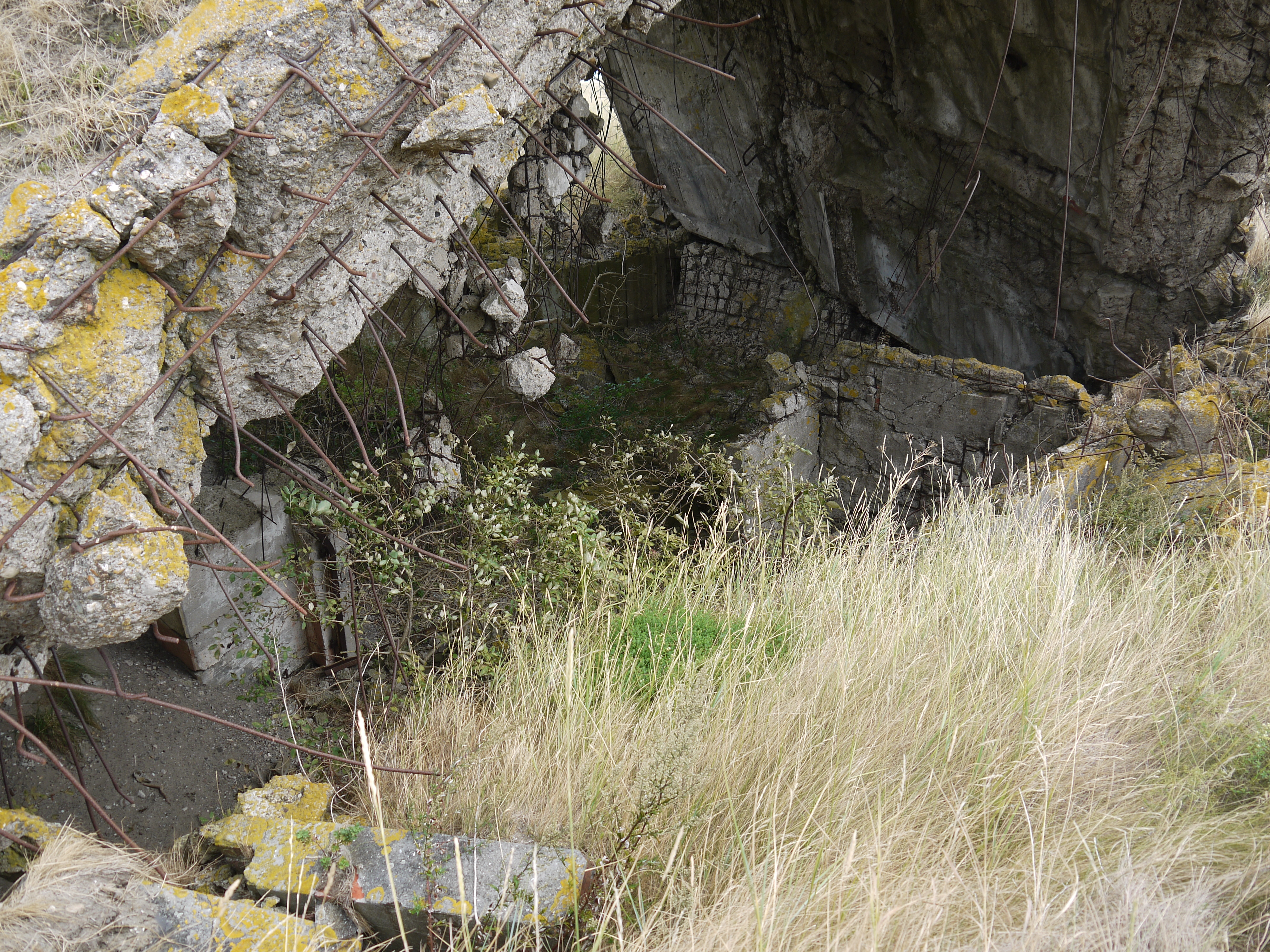
Einblick in einen gesprengten Bunker

Die Insel wurde mit einem 1,5 Kilometer langen Anleger mit der Mellumbalje verbunden, sodass die Insel tideunabhängig beliefert werden konnte. Drei Flakhochstände mit 4-cm- und 2-cm-Flakgeschützen wurden zur Abwehr von Tieffliegerangriffen errichtet. Der erste Stand befand sich im Südwesten der Insel. Der zweite und dritte Stand lagen im Nordwesten. Der vierte Stand war mit einem 150 cm Scheinwerfer ausgestattet und lag im Nordwatt. Der dritte Stand wurde nach Abschluss der Bauarbeiten auf einen 60 cm Scheinwerfer umgerüstet. Zwei Saugbagger spülten von der Mellumbalje aus bei Tag- und Nachtarbeit etwa zwei Drittel des Grünlandes der Insel mit Sand auf. Eine etwa drei Hektar große Fläche wurde auf diese Weise angespült und durch die Anlage eines Deiches flutsicher gemacht. Schuten brachten Kleierde und Grassoden vom Festland zur Insel um die Sandfläche und den Deich vor Erosion zu schützen. Die durch fehlenden Bewuchs entstehende Erosion verursachte mit dem fliegenden Sand auch Schäden an den Geschützen und Geräten; gerade der Leitstand war betroffen. Der 1932 errichtete behelfsmäßige Bunker wurde nach dem Abschluss der Bauarbeiten gesprengt und entfernt um eine weitere Auskolkung der Düne zu verhindern.

### Betrieb
Die 10,5-cm-Batterie wurde am 1. Juli 1942 gefechtsbereit gemeldet. Im Sommer 1943 begannen die Arbeiten für die Errichtung des zweiten Leitstandes im Süddeich. Er wurde mit einem Kommandogerät 41 L und einem 6 Meter Basis-Entfernungsmessgerät verbunden. Außerdem erhielt er ein FuMG 201 Tyo 41G (gA). Am 25. März 1943 wurde die Batterie vom Küstenbefehlshaber Deutsche Bucht Vizeadmiral von Stosch besucht.
Die Flakbatterie war mehrfach Ziel von Bomben- und Tieffliegerangriffen. Am 14. April 1944 wurde eine Flying Fortress B-17 die dicht über dem Wasser auf die Insel zuhielt mit 2-cm- und 4-cm-Flakfeuer so schwer beschädigt, dass sie notlanden musste. Die Amerikaner wurden gefangen genommen. Am 30. März 1945 griff ein englisches Flugzeug vom Typ Bristol Beaufighter die Batterie im Tiefflug an. Der Stand 4 im Norden der Batterie wurde in Brand geschossen und vernichtet. Das Flugzeug wurde beim zweiten Anflug abgeschossen.
Das Motorboot „Spring“ transportierte täglich Post zwischen Horumersiel und Mellum.

### Tarnung
Die Stellung hob sich aufgrund des aufgespülten Sandes sehr stark vom Rest der Insel ab, um die Batterie zu tarnen wurde über Monate Pflanzenmaterial von Wangerooge per Motorboot nach Mellum geschafft.

### Tierschutz
Georg Harms war trotz seiner Tätigkeit als Sachbearbeiter für Tarnung immer noch als Vogelwart auf Mellum tätig. Er hielt sogar ornithologische Vorträge für die Flakbesatzung. Nach Harms übernahm der Geschützführer des Flakstand 2 nach einer Fortbildung der Vogelwarte Helgoland ab 1942 bis Kriegsende das Amt als Vogelwart auf Mellum. Die Soldaten hielten eine Schafherde auf der Insel.

### Nachkriegszeit

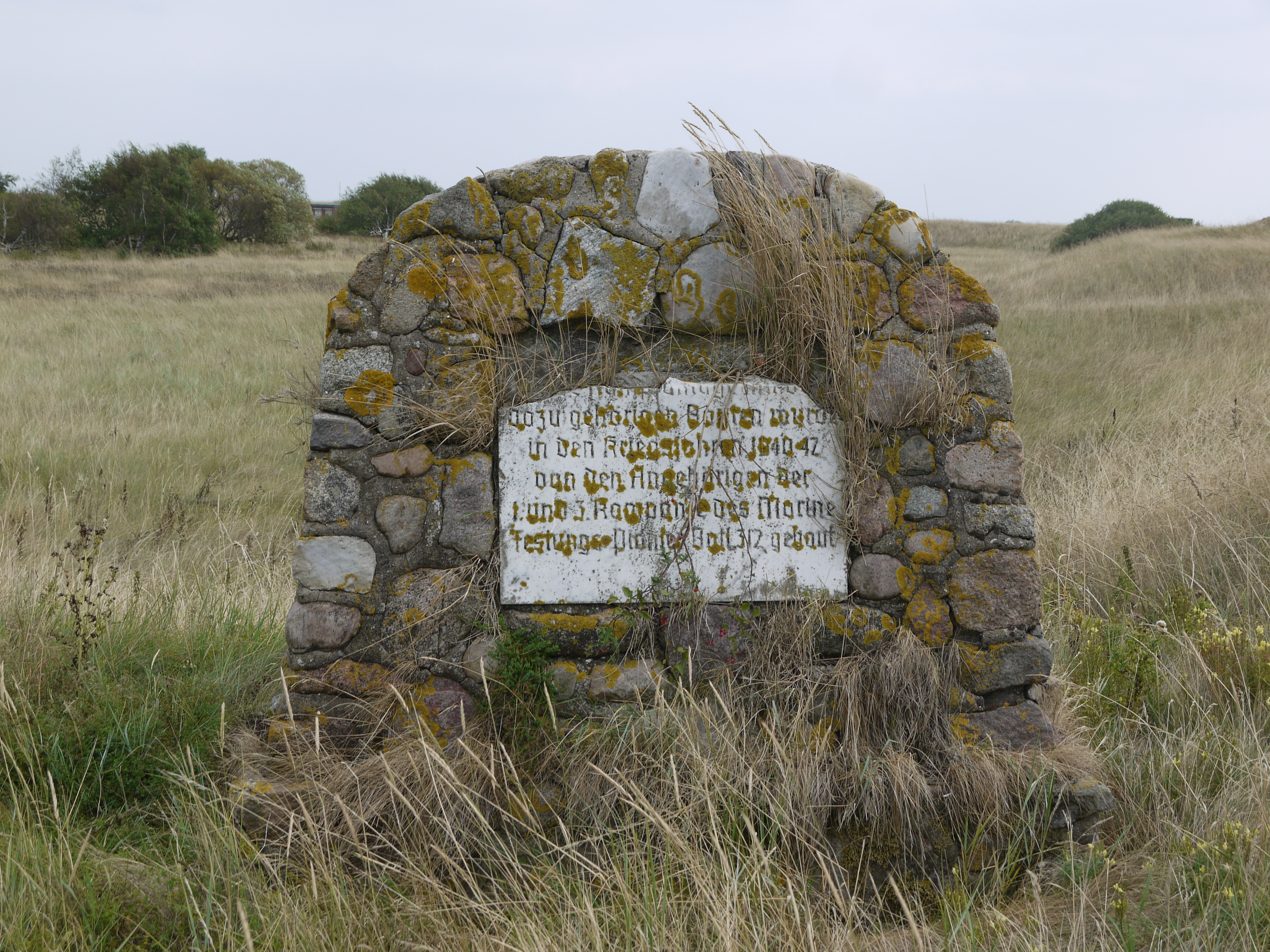
Flakdenkmal

Nach der Kapitulation wurde die Inselbesatzung von der Besatzungsmacht angewiesen die Batterie zu verlassen und sich in der Batterie Horumersiel einzufinden. Die Batterie wurde 1945 gesprengt. Heute erinnert ein Denkmal auf Mellum an die Flakbatterie.

## Galerie

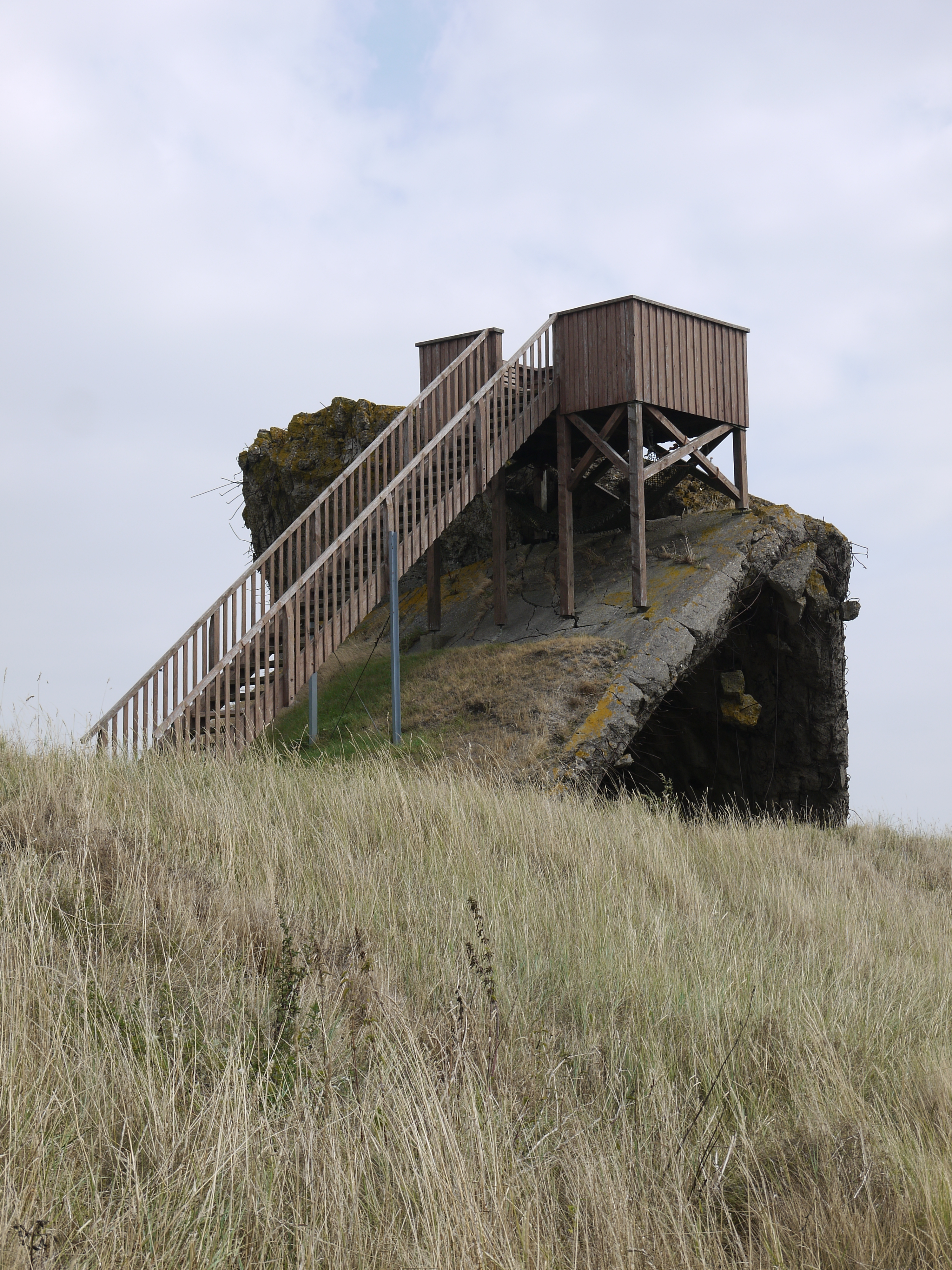
Holzaufbau auf gesprengtem Bunker
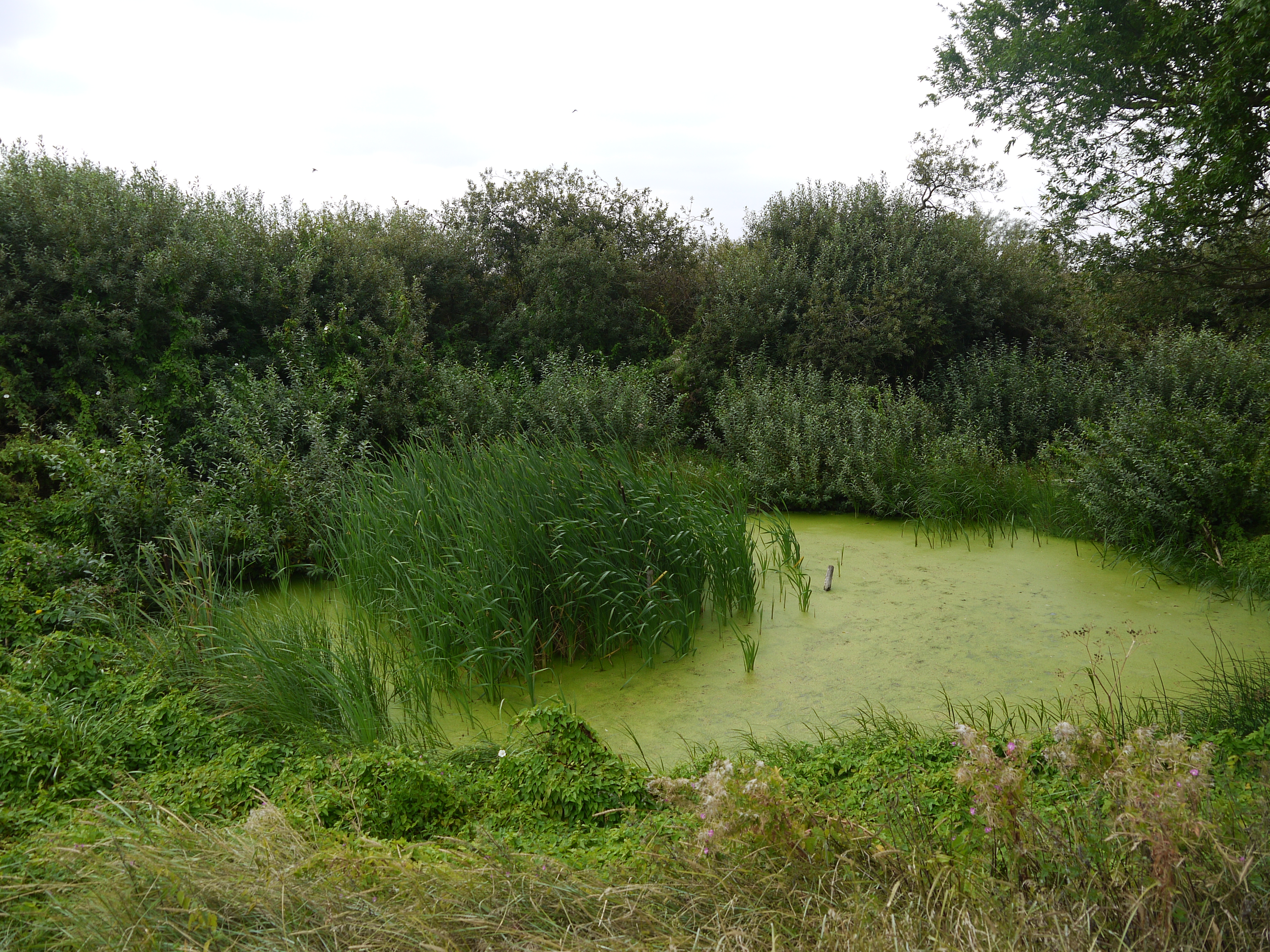
Feuerlöschteich
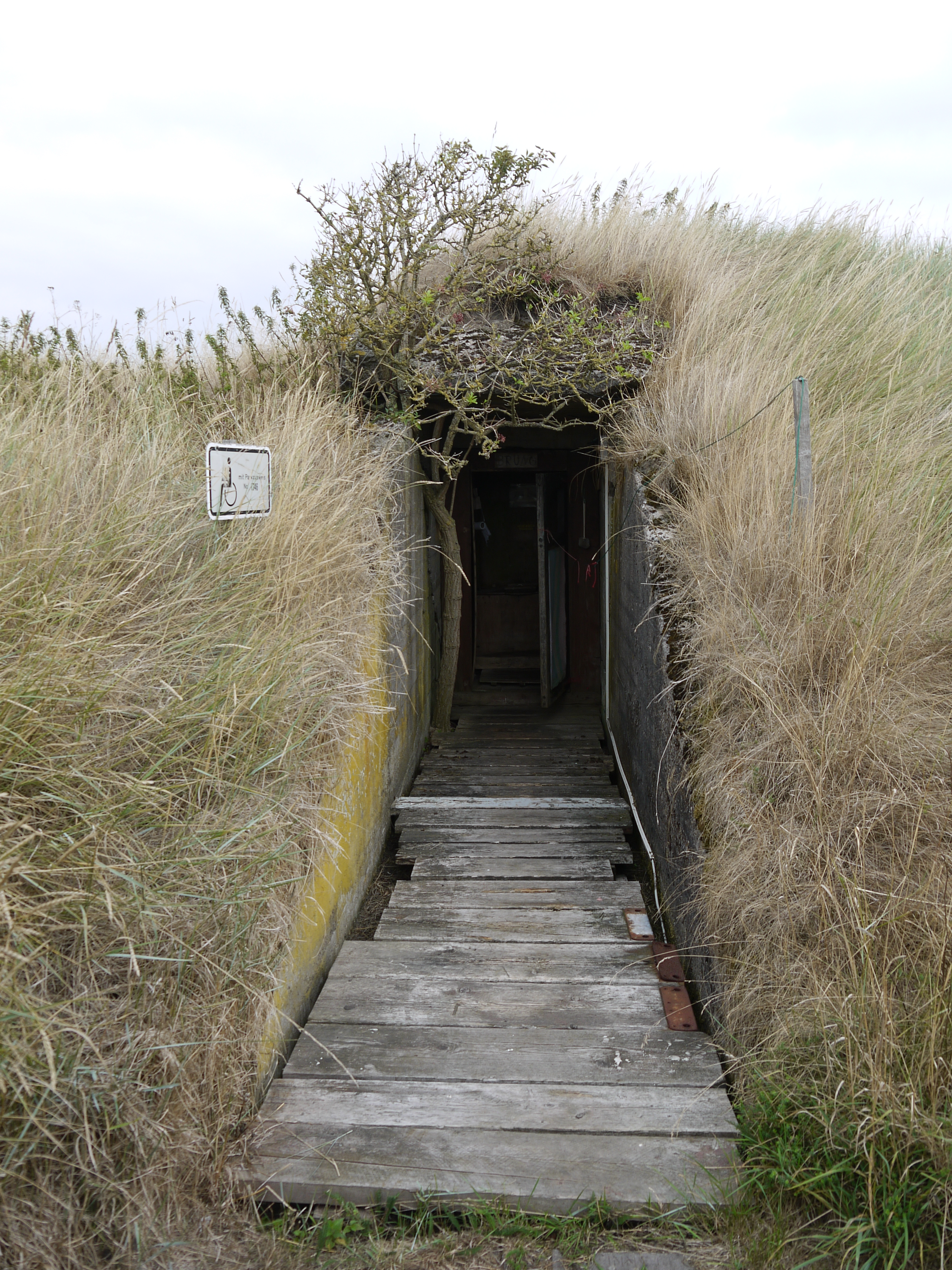
Heute als Toilette genutzter Bunker
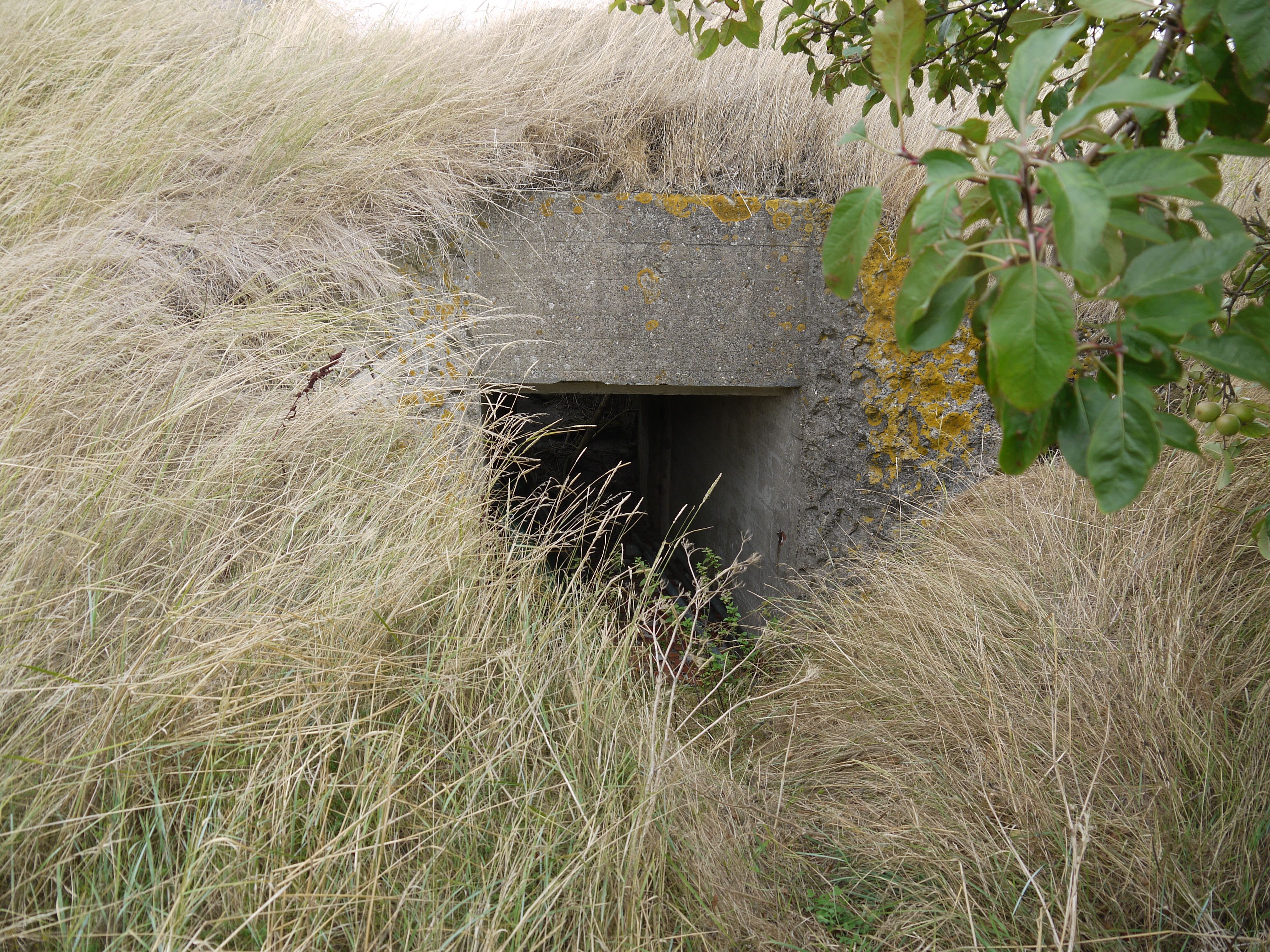
Ein Bunkereingang im Deich